# ساندي بوينت تاون

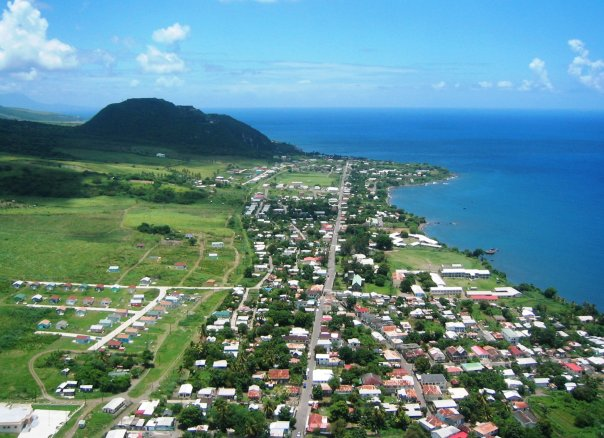

ساندي بوينت تاون هي ثاني أكبر مدينة في سانت كيتس. تقع على الساحل الشمالي الغربي من سانت كيتس وهي عاصمة أبرشية سانت آن ساندي بوينت.
يعتقد بقوة أن المنطقة المعروفة باسم ساندي بوينت هي نقطة الهبوط الأصلي لكولونير اللغة الإنجليزية من سانت كيتس ، السير توماس وارنر ، في 1623. وأصبحت بعد أن تأسست عام 1620s، المركز التجاري لسانت كيتس و واحدة من أنشط الموانئ في المنطقة ، كما يدل على ذلك ما تبقى من العديد من المخازن الهولندية السابقة المصطفة علي الشاطئ ،والتي بلغت أكثر من 300. بعد 1727 ، عندما تم نقل الجزء الأكبر من النشاط التجاري لباستير ، المدينة والميناء شهدت تراجع بطئ بعيدا عن الواجهة الساحلية. تم إغلاق الميناء عقب إعصار كلاوس عام 1984. يبلغ عدد سكان ساندي بوينت 3,000.